# Hanka Zaniewska
Hanka Ludmiła Zaniewska (ur. 9 kwietnia 1941 w Koninie, zm. 19 maja 2016) – polska architekt i urbanistka, profesor nauk technicznych, specjalistka z zakresu mieszkalnictwa i planowania przestrzennego.

## Życiorys
Urodziła się w rodzinie Ignacego Felicjana Tłoczka, architekta, urbanisty, i Wandy z Jaroszewskich (zm. 1950), nauczycielki. Szkołę podstawową rozpoczęła w Pyzdrach, a ukończyła w Warszawie w 1953. Po ukończeniu liceum ogólnokształcącego i zdaniu w 1957 matury podjęła studia na Wydziale Architektury Politechniki Warszawskiej, które ukończyła w 1964. W 1972 uzyskała stopień doktora nauk technicznych na Politechnice Gdańskiej, w 1978 – habilitację na Akademii Rolniczej we Wrocławiu. W 1973 ukończyła roczne stypendium podyplomowe z zakresu planowania przestrzennego w Centre de Recherche d’Urbanisme w Paryżu. W 2001 otrzymała tytuł naukowy profesora nauk technicznych. 
W latach 1965–1974 pracownik Instytutu Budownictwa Mieszkaniowego w Warszawie, od 1968 – Instytutu Gospodarki Mieszkaniowej, 1974–1986 – Instytutu Kształtowania Środowiska w Warszawie, gdzie pełniła funkcje zastępcy dyrektora i sekretarza naukowego (1982–1985) oraz dyrektora naczelnego (1985–1986). W latach 1986–1990 dyrektor Instytutu Gospodarki Przestrzennej i Komunalnej w Warszawie. Następnie w 1991–2002 kierownik zakładu w Instytucie Gospodarki Mieszkaniowej w Warszawie, a w 1995–2002 zastępca dyrektora ds. naukowo-badawczych. Od 2003 związana z Instytutem Rozwoju Miast w Krakowie, w 2003–2014 kierownik Zakładu Mieszkalnictwa w Warszawie, a w 2011–2013 – zastępca dyrektora ds. naukowo-badawczych.
W latach 1990–1996 pracowała na Wydziale Architektury Politechniki Białostockiej. Następnie związana ze Szkołą Główną Gospodarstwa Wiejskiego w Warszawie, gdzie w 1996–2002 była kierownikiem Zakładu Budownictwa Wiejskiego w Katedrze Inżynierii Budowlanej na Wydziale Inżynierii i Kształtowania Środowiska. Wykładała na Międzywydziałowym Studium Gospodarki Przestrzennej SGGW (1998–2002), na podyplomowych studiach gospodarki przestrzennej na Wydziale Architektury Politechniki Warszawskiej oraz w Wyższej Szkole Ekologii i Zarządzania. W okresie 2002–2012 związana z Wydziałem Architektury Politechniki Poznańskiej, w 2006–2011 była dyrektorem tamtejszego Instytutu Architektury i Planowania Przestrzennego. Była promotorem 6 prac doktorskich, recenzentką 13 prac doktorskich i 4 habilitacyjnych oraz autorką 7 opinii w postępowaniach o nadanie tytułu profesora.
Zajmowała się planowaniem przestrzennym, w szczególności problemami mieszkalnictwa, modernizacji zabudowy mieszkaniowej w miastach i na wsi, badaniem roli i funkcji małych miast w kształtowaniu sieci osadniczej, programowaniem mieszkalnictwa na poziomie lokalnym, zrównoważonym rozwojem zespołów i osiedli mieszkaniowych oraz mieszkaniami dla ludzi starszych i ubogich. Autorka i recenzentka wielu publikacji naukowych i prac badawczych, redaktor „Zeszytów Naukowych Politechniki Poznańskiej” serii Architektura i Urbanistyka.
Była członkinią Krajowego Sekretariatu Habitat ds. monitorowania zmian w mieszkalnictwie (od 2001), ekspertem Państwowej Komisji Akredytacyjnej do Spraw Nauczania na kierunku Architektura i Urbanistyka, członkinią Stowarzyszenia Architektów Polskich (SARP) i Towarzystwa Urbanistów Polskich.
Jej ostatnią publikacją (grudzień 2015) była praca na temat kształtowania nowej tożsamości restytuowanych małych miast w Polsce.
Mieszkała w Warszawie, była zamężna i miała córkę.
Pochowana 25 maja 2016 na cmentarzu w Pyzdrach.